# Carl Friedrich August Müller

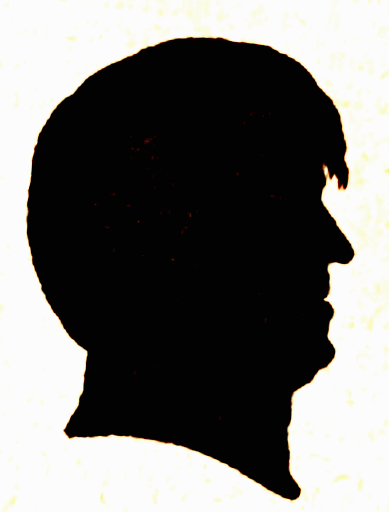
Posthum 1838 abgedruckter Scherenschnitt für die von „Dr. Julius“ zur Biographie Müllers verfasste Rückschau auf dessen Leben

Carl Friedrich August Müller (auch: Karl Friedrich August Müller * 30. Juni 1777 in Hannover; † 26. Juli 1837 in München) war ein deutscher Jurist, Autor und Dramatiker.

## Leben
Carl Friedrich August Müller wurde während der Personalunion zwischen Großbritannien und Hannover zur Zeit des Kurfürstentums Braunschweig-Lüneburg im Jahr 1777 in Hannover geboren als Sohn des königlich-großbritannischen Ingenieur-Obristleutnants, Militärwissenschaftlers und Göttinger Hochschullehrers Gerhard Christoph Müller. Seine Mutter war Clara Dorothea Müller, geborene Bünemann.
Nach seiner schulischen Vorbildung studierte er Rechtswissenschaften an der Universität Göttingen sowie an der Universität Erlangen und schloss mit dem Titel als Doktor der Rechte.
Von 1788 bis 1796 gab Müller das in Göttingen und Leipzig bei Brose erschienene Magazin für allgemeine Natur- und Thiergeschichte heraus.

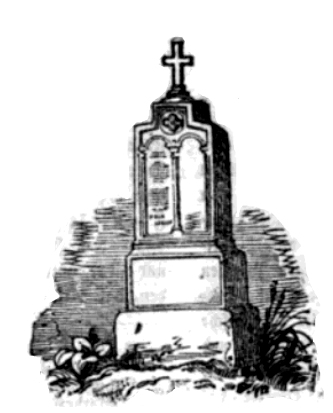
1838 von der Witwe Müllers auf dem Alten Südfriedhof aufgestelltes „Grabdenkmal“ für ihren Ehemann

Ab 1816 war Müller in München als Beamter der Königlichen Staatsbibliothek tätig. 1825 begründete er die Zeitschrift Der Bayerische Landbote und nach seinem Ausscheiden als Hauptredakteur im Oktober 1830 die Bayerische Landbötin.

## Werke
- Die Zwillinge oder Das Feuermahl, Schauspiel, Augsburg 1818
- Der Schneider in der Fremde oder Wer das Glück hat, führt die Braut heim, Lustspiel, Augsburg 1818